# Mockfjärd
Mockfjärd – miejscowość (tätort) w Szwecji, w regionie administracyjnym (län) Dalarna, w gminie Gagnef.
Według danych Szwedzkiego Urzędu Statystycznego liczba ludności wyniosła: 1920 (31 grudnia 2015), 2011 (31 grudnia 2018) i 2011 (31 grudnia 2019).